# Le Malzieu-Ville
Le Malzieu-Ville är en kommun i departementet Lozère i regionen Occitanien i södra Frankrike. Kommunen ligger i kantonen Le Malzieu-Ville som tillhör arrondissementet Mende. År 2022 hade Le Malzieu-Ville 743 invånare.

## Befolkningsutveckling
Antalet invånare i kommunen Le Malzieu-Ville
| Referens: INSEE |